# 1990 (Formula 3)
1990 è il quinto album del gruppo musicale italiano Formula 3, pubblicato dall'etichetta discografica Numero Uno nel 1990.

## Descrizione
Il gruppo, riformatosi proprio in quell'anno, pubblica questo album contenente brani noti riarrangiati, registrati allo Studio Radius di Milano.
È presente, per la prima volta in un album della Formula 3, la canzone Il tempo di morire di Lucio Battisti.
Tutte le canzoni sono firmate dal duo Mogol/Battisti, a parte Bambina sbagliata che è di Radius, Gabriele Lorenzi, Marva Jan Marrow, Mogol e Tony Cicco.

### Tracce
Lato A
1. Eppur mi son scordato di te – 4:29
2. Io ritorno solo – 4:16
3. Sole giallo, Sole nero – 3:42
4. Nessuno nessuno – 4:15

Durata totale: 16:42
Lato B
1. Non è Francesca – 3:48
2. Sognando e risognando – 3:13
3. Il tempo di morire – 3:28
4. Questo folle sentimento – 3:06
5. Bambina sbagliata – 3:16

Durata totale: 16:51

## Formazione
- Alberto Radius - voce, chitarra, cori
- Gabriele Lorenzi - tastiere, cori
- Tony Cicco - voce, batteria, cori

Altri musicisti
- Dino D'Autorio - basso
- Mauro Gazzola - tastiera
- Stefano Previsti - tastiera

Produzione 
- Pino Vicari - tecnico del suono